# Szarkowszczyzna (gmina)
Szarkowszczyzna – dawna gmina wiejska istniejąca do 1939 roku w woj. nowogródzkim/Ziemi Wileńskiej/woj. wileńskim w Polsce (obecnie na Białorusi). Siedzibą gminy było miasteczko Szarkowszczyzna (Nowa) (1037 mieszk. w 1921 roku).
Na samym początku okresu międzywojennego gmina Szarkowszczyzna należała do powiatu dziśnieńskiego w woj. nowogródzkim. 13 kwietnia 1922 roku gmina wraz z całym powiatem dziśnieńskim została przyłączona do Ziemi Wileńskiej, przekształconej 20 stycznia 1926 roku w województwo wileńskie.
1 kwietnia 1929 roku do gminy Szarkowszczyzna przyłączono części gmin: Kozłowszczyzna (5 miejscowości), Jody (4 miejscowości) i Nowy Pohost (11 miejscowości). 11 kwietnia 1929 roku do gminy Szarkowszczyzna przyłączono także części gmin Hermanowicze (4 miejscowości) i Zalesie (2 miejscowości), zaś część obszaru jej gminy (1 miejscowość) przyłączono do gminy Zalesie.
Po wojnie obszar gminy Szarkowszczyzna został odłączony od Polski i włączony do Białoruskiej SRR.

## Demografia
Według Powszechnego Spisu Ludności z 1921 roku gminę zamieszkiwało 6 268 osób, 1 843 było wyznania rzymskokatolickiego, 3383 prawosławnego, 4 ewangelickiego, 266 staroobrzędowego, 769 mojżeszowego a 3 mahometańskiego. Jednocześnie 1 929 mieszkańców zadeklarowało polską przynależność narodową, 3 563 białoruska, 1 niemiecką, 665 żydowską, 95 litewską, 14 rosyjska, 1 łotewską. Były tu 1 004 budynki mieszkalne.